# 上海公交84路
84路是上海市一条公交线路，由上海浦东上南运营。线路行驶东起永泰路东明路，西至春眺路枢纽站。

## 历史
84路开辟于1957年3月1日，线路从周家渡到恒大桥，2013年12月5日调整至济阳路泳耀路。2020年12月13日缩线至凌兆路灵岩南路，2022年9月24日延伸至春眺路枢纽站。

## 路线基本资料

### 收费
全程单价RMB¥2，无人售票，线路实行公交换乘优惠。

### 停站
永泰路东明路、永泰路泰环路、春延路环林西路、聚华路春延路、南林路品柿路、环林东路银环路、环林东路永泰路、尚博路环林东路、尚博路东明路、三林路环林西路、环林西路三林路、永泰路环林西路、永泰路上南路、上南路永泰路（仅在往济阳路泳耀路方向停靠）、三林路上南路、三林路三新路、三林路灵岩南路、长清路凌兆路、长清路上浦路、长清路杨南路、长清路海阳路、板泉路西营南路、西营南路杨思路、杨思路西营南路、东方体育中心、济阳路泳耀路